# ゲルマン・オークネフ
ゲルマン・グリゴリイェヴィチ・オークネフ（ロシア語: Герман Григорьевич Окунев / German Grigoryevich Okunev, 1931年6月12日 レニングラード – 1973年6月12日 レニングラード）は、ソビエト連邦のロシア人作曲家・ピアニスト・教師。

## 略歴
エンジニアの父とドレスメーカーの母との間に生まれる。8歳からレニングラードの音楽学校に通い、1956年にレニングラード・リムスキー＝コルサコフ記念音楽院を卒業（在籍中はオシップ・イェヴラコフとボリス・クリュズネルに師事した）。1957年から1960年までキルギスのフルンゼ（現ビシケク）で音楽教師として働く。
1964年にリムスキー＝コルサコフ音楽院に復学し、大学院課程でドミートリイ・ショスタコーヴィチの薫陶を受ける。ショスタコーヴィチはオークネフを高く評価し、後にオークネフが作品を上演してもらえるように手を貸した。
1968年にラドガ湖での事故で、すんでのところで溺死しかけている。1973年5月27日に夫人とともに交通事故に巻き込まれ、それから17日後の42歳の誕生日に息を引き取った。
オークネフの死後、小惑星1099番は、発見者ニコライ・チェルヌイフによって「オークネフ」と命名された。

## 作風
オークネフは、馴染みのキルギスタンの音楽に、直接的にではないにせよ、強力に影響されつつ、独自の作曲様式を繰り広げた。
作品は2つの交響曲のほか、（《トランペットのためのソナチネ》を含む）さまざまな室内楽曲や、オーボエ協奏曲、2台ピアノのための協奏曲に加えて、（組曲《虹》などの）児童向けの作品が存在する。トロンボーンとピアノのための《アダージョとスケルツォ》は西欧で録音されている。その他のオークネフ作品は、ソ連時代に録音されてはいたものの、現在は入手することができない。
《交響曲 第1番》（1962年-1964年）は、ショスタコーヴィチに師事しているさなかに作曲された。初演は1966年4月にイルクーツクで行われた。簡潔ながらも表現力に富み、入念に労作された《交響曲 第2番》は、おそらくオークネフの最高傑作である。初演は1972年にレニングラードで初演されたが、再演されたのは作者歿後のようやく1974年、ヤロスラヴリにおいてであった。
オークネフは歿年、ゴーゴリの『外套』を原作とするバレエ音楽に取り組んでいた。この作品は死後、サポシュニコフによって完成され、楽器配置が施された。

## 註
1. ↑  Recording on BIS